# Radosław Baran
Radosław Baran (Krotoszyn, 5 novembre 1979) è un lottatore polacco specializzato nella lotta libera.

## Palmarès
- Europei

Varsavia 2021: bronzo nei 97 kg